# اسم نباتي

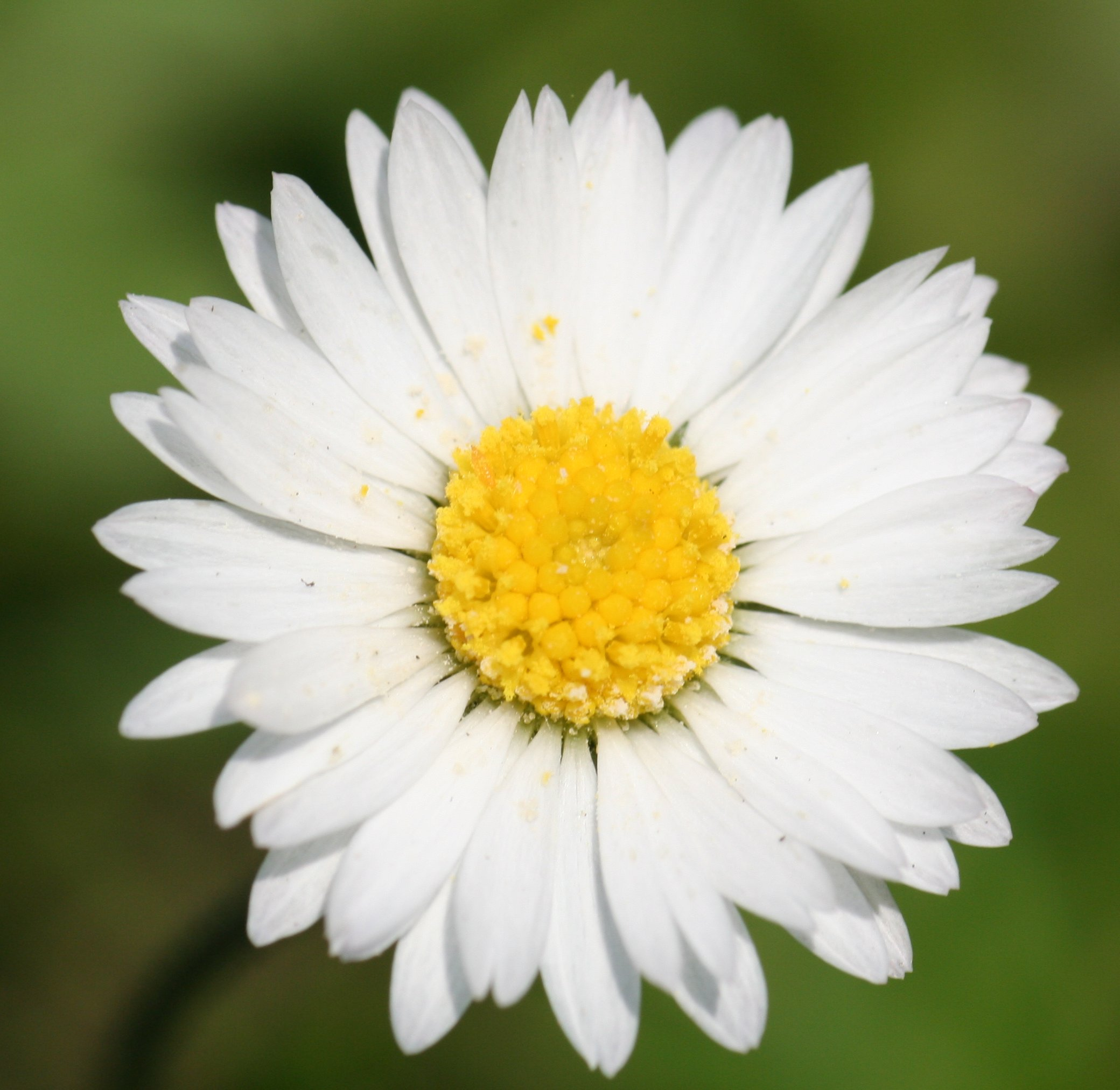

الاسم النباتي في علم النبات هو اسم علمي رسمي يتوافق مع معايير النظام الدولي لتسمية النباتات. لكل نبات يوجد اسم علمي واحد مقبول، وتوجد أحيانًا مرادفات و/أو أسماء علمية سابقة حيث يتم تغيير الاسم بعد اكتشافات علمية جديدة. يسهل نظام الاسم النباتي التعرف على النبات وعدم الخلط نتيجة اختلاف الأسماء الشائعة من مكان إلى آخر ومن زمن إلى آخر. يتكون الاسم النباتي عادة من مقطعين باللاتينية، الأول يشير إلى اسم الجنس بينما الثاني هو اسم النوع. من الأمثلة على الاسم النباتي الصنوبر الحلبي (باللاتينية: Pinus halepensis)، حيث الصنوبر هو الجنس وتتبعه أنواع كثيرة منها الحلبي في هذا المثال.

## أشكال التسمية وأسبابها
يسمى النوع عادة تبعًا لأحد الأسباب التالية:
- من اسم مكان انتشاره مثل الفصة العربية (باللاتينية: Medicago arabica)
- من طبيعة بيئته مثل الفصة الشاطئية (باللاتينية: Medicago littoralis)
- من صفة شكلية للنبات (مثل اللون أو الطول أو الحجم أو وجود أهداب أو شعر أو أشواك) مثل الفصة السمينة (باللاتينية: Medicago crassipes)
- من طبيعة النمو الفصة اللولبية (باللاتينية: Medicago turbinata)
- من طبيعة الأزهار أو وقت الإزهار مثل الفصة وحيدة السداة (باللاتينية: Medicago monantha)
- من طبيعة الثمار مثل الفصة الزرية (باللاتينية: Medicago orbicularis)
- أحيانًا ينسب إلى عالم نبات معين تكريمًا لجهوده في مجال تصنيف النباتات مثل الفصة البلانشية (باللاتينية: Medicago blancheana) تكريمًا للعالم بلانش.